# Râul Dăescu
Râul Dăescu este un afluent al râului Boia Mare. 